# Глинянське сільське поселення
Глиня́нське сільське поселення (рос. Глинянское сельское поселение) — сільське поселення у складі Шелопугінського району Забайкальського краю Росії.
Адміністративний центр — село Глинянка.

## Населення
Населення сільського поселення становить 346 осіб (2019; 430 у 2010, 570 у 2002).

## Склад
До складу сільського поселення входять:
| Населений пункт       | Населення, осіб (2002) | Населення, осіб (2010) |
| --------------------- | ---------------------- | ---------------------- |
| Верхній Тергень, село | 170                    | 106                    |
| Верх-Ягьйо, село      | 156                    | 140                    |
| Глинянка, село        | 244                    | 184                    |